# ルネ・デフォンテーヌ

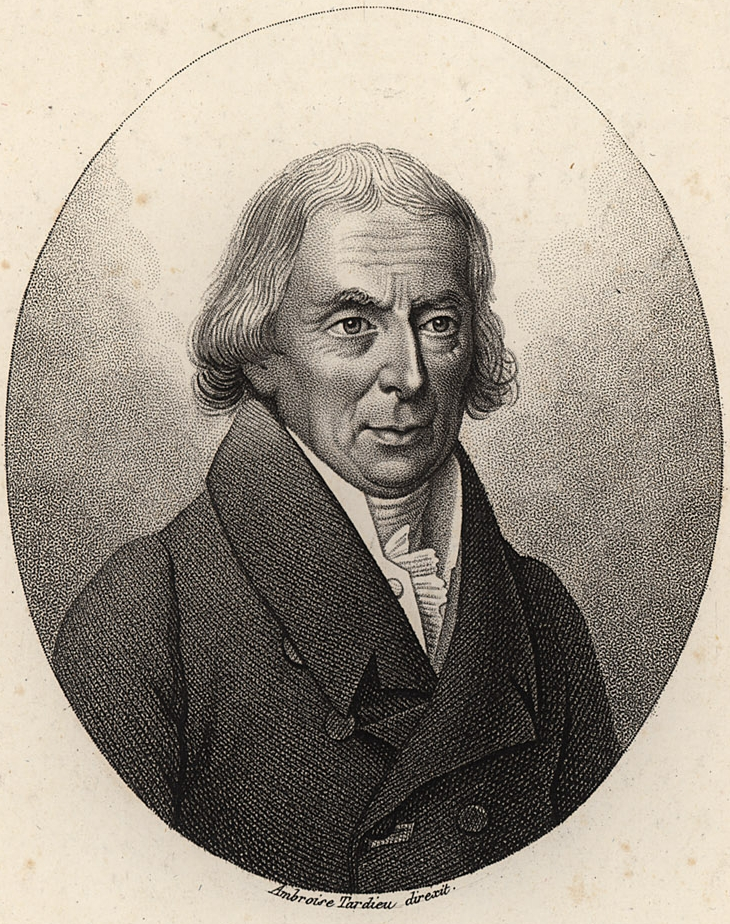
René Louiche Desfontaines

ルネ・デフォンテーヌ（René Louiche Desfontaines、1750年2月14日 - 1833年11月16日）は、フランスの植物学者である。

## 生涯
イル＝エ＝ヴィレーヌ県のトランブレに生まれた。レンヌのコレージュを出た後、1773年に医学を学ぶためにパリに出た。パリ植物園でルイ・ギョーム・ルモニエの講義を聴いて植物学への興味を抱いた。1786年にルモニエの後を継いで、パリ植物園の植物学の教授になった。チュニジアとアルジェリアで2年間の採集旅行に赴き、多くの植物標本を持ち帰り、著書『大西洋の植物』（Flora Atlantica）で3000種の新種植物の記載を行った。
コルメリア科の属デスフォンタイニア属（Desfontainia）などに献名された。

## 著書
- Flora atlantica ..., 2 Bände, 1798-1799
- Tableau de l'école de botanique ..., 1804
- Choix des plantes du Corollaire des instituts de Tournefort, 1808
- Histoire des arbres et des arbrisseaux ..., 1809
- Voyage dans les Régences de Tunis et d'Alger, 1838